# بریچویه
بریچویه (به صربی: Bričevlje) یک روستا در صربستان است که در لسکواس واقع شده‌است. بریچویه ۲۴۱ نفر جمعیت دارد.